# 清源街道 (正阳县)
清源街道是中华人民共和国河南省驻马店市正阳县下辖的一个街道办事处。

## 行政区划
清源街道下辖以下村级行政区划单位：
皮庄村、吴湾村、梁庙村、梁楼村、张楼村、诸葛村、乐堂村、叶竹园村、段庄村、唐段庄村、张庄村和李通村。